# NOL8
NOL8‏ (Nucleolar protein 8) هوَ بروتين يُشَفر بواسطة جين NOL8 في الإنسان.